# Densha de Go!
Densha de Go! (電車でGO!?) è una serie di videogiochi di simulazione creata nel 1996 da Taito.

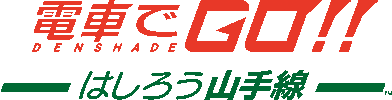
Logo di Densha de Go!! Hashirō Yamanote-sen

Considerata una delle più longeve serie di simulatori di treno, il primo titolo omonimo è stato sviluppato originariamente come videogioco arcade e ha ricevuto conversioni per PlayStation, Microsoft Windows e Game Boy Color. Altri videogiochi sono stati pubblicati per Sega Saturn, Sega Dreamcast, Nintendo 64, PlayStation 2 e Wii. Nel 2010 Square Enix ha distribuito una versione per Nintendo DS del videogioco.

## Panoramica

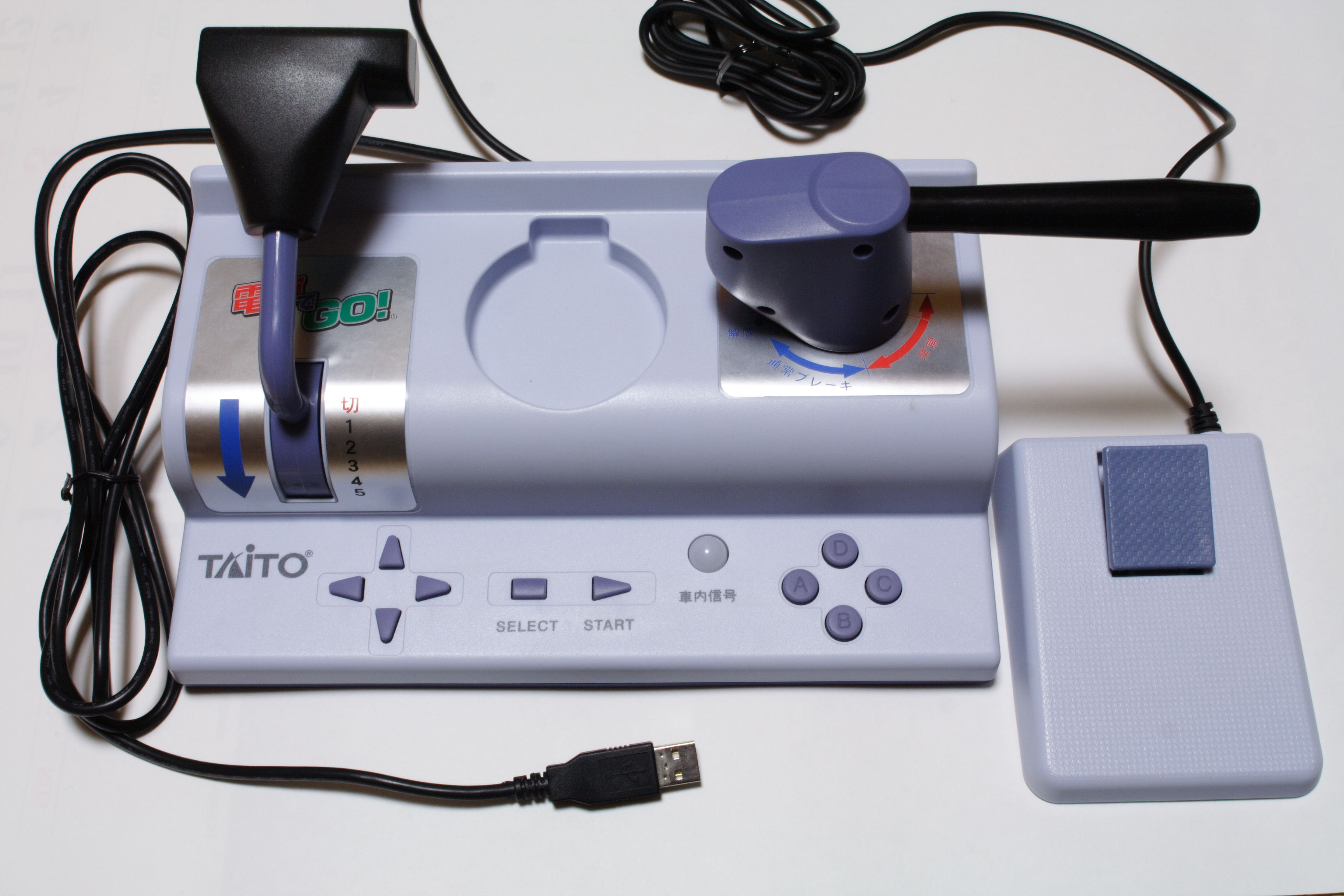
Controller Densha de Go! per PlayStation 2

Densha de Go! si concentra esclusivamente su treni e linee ferroviarie giapponesi reali. L'attenzione principale è rivolta a importanti tratte pendolari e interessanti linee secondarie. L'obiettivo è guidare il più precisamente possibile secondo l'orario, rispettando i limiti di velocità e fermando il treno in modo preciso. Quest'ultimo è molto importante in Giappone, poiché ci sono delle marcature sulle banchine, soprattutto nelle aree urbane, che mostrano dove si trovano le porte del treno fermo.
A differenza di Railfan e Train Simulator, altre due importanti serie di giochi giapponesi con un concetto simile, Densha de Go! non utilizza registrazioni video che vengono riprodotte in base alla velocità di guida, ma piuttosto il percorso e l'ambiente sono modellati. Densha de Go! non è una simulazione autentica, ma una sezione di realtà con fisica arcade che è ampiamente ridotta a semplice accelerazione e frenata.

## Videogiochi
- Densha de Go! (1997)
- Densha de Go! 2 Kōsoku-hen (1998)
- Densha de Go! Professional Shiyō (1999)
- Densha de Go! Nagoya Tetsudō-hen (2000)
- Kisha de Go! (2000)
- Densha de Go! 3 Tsūkin-hen (2000)
- Densha de Go! Ryojō-hen (2000)
- Ganbare Unten-shi!! (2000)
- Densha de Go! Shinkansen San'yō Shinkansen-hen (2002)
- Densha de Go! Professional 2 (2003)
- Train Simulator + Densha de Go! Tōkyō Kyūkō-hen (2003)
- Densha de Go! Final (2004)
- Densha de Go! Special Version—Revived! Showa Yamanote Line (2010)
- Card no Renketsu Densha de Go! (2011)
- Densha de Go!! (2017)
  - Densha de Go!! Kids (2019)
  - Densha de Go!! Hashirō Yamanote-sen (2020)